# 聖維克多
19°27′0″N 70°31′48″W / 19.45000°N 70.53000°W
聖維克多（San Víctor），是多明尼加共和國的城鎮，位於該國北部，由艾斯派亞省負責管轄，面積99.85平方公里，2012年人口79,851，人口密度每平方公里800人。